# Championnats du monde de dual slalom
Les championnats du monde de dual slalom se déroule à deux reprises, en 2000 et 2001.

## Évolution du programme
Le dual slalom est présent aux mondiaux de VTT en 2000 et 2001. Ils ont lieu en même temps que les championnats du monde de VTT cross-country, de descente et de trial. En 2002, le dual slalom est remplacé par le Four Cross.

## Lieux
| Année | Pays       | Ville         |
| ----- | ---------- | ------------- |
| 2000  | Espagne    | Sierra Nevada |
| 2001  | États-Unis | Vail          |

## Palmarès
- Hommes (2000-2001)
- Femmes (2000-2001)